# Liste der Grade-I-Bauwerke in Cheshire
| Lage des County Cheshire in England                                   |
| Gliederung von Cheshire                                               |
| 1. Cheshire West and Chester 2. Cheshire East 3. Warrington 4. Halton |

Die Liste der Grade-I-Bauwerke in Cheshire verzeichnet die Listed Buildings in Cheshire, etwa 80 Einträge, von denen rund die Hälfte Kirchenbauten sind, mit Ausnahme derjenigen in Chester, die aus der Liste der Grade-I-Bauwerke in Chester ersichtlich sind.
Von den rund 373.000 Listed Buildings in England sind etwa 9000, also rund 2,4 %, als Grade I eingestuft.
Die meisten historischen Bauwerke in Cheshire sind aus Sandstein oder Backsteinen gemauert oder es handelt sich um Holzfachwerkbauten. Die Kirchen sind zumeist aus Stein gebaut, private Wohnhäuser überwiegend aus Backsteinen. Im östlichen Teil der Grafschaft wird teilweise auch Kalkstein verwendet. Der Anteil von Fachwerkbauten in Cheshire ist höher als in den meisten anderen Grafschaften Englands. Nikolaus Pevsner nennt Fachwerk-Kirchenbauten als Spezialität Cheshires und stellt fest, dass diese Bauten die frühesten ihrer Art in Europa sind.

## Kirchen
| Bauwerk                 | Ort               | Koordinaten                     | Bauzeit                                                             | Beschreibung | Anmerkung     | Bild             |
| ----------------------- | ----------------- | ------------------------------- | ------------------------------------------------------------------- | --- | ------------- | ---------------- |
| St Mary                 | Acton             | 53° 4′ 25,3″ N, 2° 33′ 4,3″ W   | Kirchturm um 1180, Kirchenschiff aus dem 14. Jahrhundert und später | Der Kirchturm ist der älteste in Cheshire; er stürzte 1757 ein und wurde niedriger wieder aufgebaut. Clifton-Taylor bezeichnet die Kirche als eine der schönsten Pfarrkirchen Englands. | [ 6 ]         |                  |
| St Peter                | Aston-by-Sutton   | 53° 18′ 4,3″ N, 2° 40′ 4,4″ W   | 1697; 1736–40                                                       | gefällige Kirche aus dem Ende des 17. Jahrhunderts und der ersten Hälfte des 18. Jahrhunderts | [ 7 ]         |                  |
| St James                | Audlem            | 52° 59′ 20,8″ N, 2° 30′ 28,4″ W | spätes 13. Jahrhundert und später                                   | Die Kirche steht in erhöhter Lage im Zentrum des Dorfes. | [ 9 ]         |                  |
| St Michael              | Baddiley          | 53° 2′ 56″ N, 2° 35′ 25,8″ W    | 1308                                                                | Fachwerkkirche, 1811 weitgehend mit Backsteinen ummauert. | [ 11 ]        |                  |
| St Bertoline            | Barthomley        | 53° 4′ 5,5″ N, 2° 20′ 53,9″ W   | Ende des 15. Jahrhunderts                                           | Der Altarraum wurde 1925–1926 gebaut. Richards geht davon aus, dass diese Kirche die einzige Englands ist, die St Bertoline geweiht ist. | [ 12 ]        |                  |
| St Boniface             | Bunbury           | 53° 7′ 5,5″ N, 2° 38′ 43,1″ W   | 1320 und später                                                     | 1385–1386 als eine Stiftskirche geweiht; die Kapelle wurde 1527 hinzugefügt. | [ 5 ] [ 15 ]  |                  |
| St Nicholas’ Chapel     | Cholmondeley      | 53° 3′ 26,3″ N, 2° 41′ 35,5″ W  | 13. Jahrhundert und später                                          | Privatkapelle von Cholmondeley Castle. Ein ursprünglicher Fachwerkbau, der 1716 durch Ziegelwerk ummantelt wurde; die Querschiffe wurden 1829 hinzugefügt. | [ 17 ]        |                  |
| Eaton Chapel            | Eaton Hall        | 53° 8′ 27,2″ N, 2° 52′ 39,4″ W  | 1873–1884                                                           | Privatkapelle von Eaton Hall, die durch Alfred Waterhouse für den 1. Duke of Westminster erbaut wurde. | [ 18 ]        |                  |
| St Mary                 | Eccleston         | 53° 9′ 27,4″ N, 2° 52′ 45,8″ W  | 1899                                                                | von George Frederick Bodley für den 1. Duke of Westminster erbaut. | [ 19 ]        |                  |
| Woodhey Chapel          | Faddiley          | 53° 4′ 14,2″ N, 2° 38′ 17,9″ W  | um 1700                                                             | von Lady Wilbraham, der Witwe von Thomas Wilbraham, dem letzten Baronet of Woodhey erbaut. Die Kapelle wird nicht mehr benutzt. | [ 21 ]        |                  |
| St Laurence             | Frodsham          | 53° 17′ 25,8″ N, 2° 43′ 10,6″ W | um 1180 und später                                                  | Das Kirchenschiff ist ein Beispiel normannischer Architektur. | [ 23 ]        |                  |
| St James                | Gawsworth         | 53° 13′ 26,8″ N, 2° 9′ 58″ W    | 1430; 15. Jahrhundert                                               | beinhaltet die Gräber der Familie Fitton. | [ 25 ]        |                  |
| St Wilfrid              | Grappenhall       | 53° 22′ 20,3″ N, 2° 32′ 36,2″ W | 12. Jahrhundert mit späteren Ergänzungen                            | | [ 26 ]        |                  |
| St Mary and All Saints’ | Great Budworth    | 53° 17′ 37″ N, 2° 30′ 15,5″ W   | 14. Jahrhundert und später                                          | Pevsner betrachtet diese Kirche als „eine der befriedigendste Kirchen im Perpendicular Style in Cheshire“, Clifton-Taylor bezeichnet sie als eine der besten englischen Pfarrkirchen. | [ 28 ]        |                  |
| St Luke                 | Holmes Chapel     | 53° 12′ 7,2″ N, 2° 21′ 27″ W    | um 1430                                                             | Die ursprünglich Holzfachwerkkirche wurde im 18. Jahrhundert mit Backsteinen umhüllt und seitdem renoviert. | [ 29 ] [ 30 ] |                  |
| Brook Street Chapel     | Knutsford         | 53° 18′ 6,1″ N, 2° 22′ 12,4″ W  | 1689                                                                | Rote Backsteinkirche mit zwei außenliegenden Treppen. | [ 31 ]        |                  |
| St Oswald               | Lower Peover      | 53° 15′ 50″ N, 2° 23′ 11″ W     | 14. Jahrhundert und später                                          | Holzfachwerkkirche mit Turm aus Sandstein. | [ 32 ]        |                  |
| St Oswald               | Malpas            | 53° 1′ 10,2″ N, 2° 46′ 1,2″ W   | 14. Jahrhundert mit späteren Ergänzungen                            | Laut Clifton-Taylor eine der besten Pfarrkirchen Englands. | [ 33 ]        |                  |
| St James and St Paul    | Marton            | 53° 12′ 31,7″ N, 2° 13′ 32,5″ W | um 1370, später ergänzt und verändert                               | Fachwerkkirche, die von der Davenport-Familie erbaut wurde. | [ 34 ] [ 35 ] |                  |
| St Peter                | Mickle Trafford   | 53° 13′ 30,4″ N, 2° 48′ 52,9″ W | 15. Jahrhundert und später                                          | Der Bau wurde von der Familie Trafford finanziert und enthält Holzinnenausstattungen von Rev. Toogood, einem früheren Pastor. | [ 38 ]        |                  |
| St Wilfrid              | Mobberley         | 53° 19′ 5,5″ N, 2° 18′ 58″ W    | um 1245, später ergänzt und verändert                               | auf der Stätte einer früheren Kirche der Sachsen erbaut, eine der besten englischen Pfarrkirchen nach Clifton-Taylor. | [ 40 ]        |                  |
| St Mary                 | Nantwich          | 53° 4′ 1,6″ N, 2° 31′ 14,2″ W   | um 1380                                                             | große Pfarrkirche in Kreuzform aus Sandstein mit achteckigem Turm, hauptsächlich im Decorated Style mit späteren Erweiterungen im Perpendicular Style | [ 41 ]        | St Mary’s Church |
| St Mary                 | Nether Alderley   | 53° 16′ 55,2″ N, 2° 14′ 20″ W   | 14. Jahrhundert mit späteren Ergänzungen                            | Laut Clifton-Taylor eine der besten Pfarrkirchen Englands. | [ 42 ]        |                  |
| St Mary                 | Newbold Astbury   | 53° 9′ 2,5″ N, 2° 13′ 53″ W     | 15. Jahrhundert                                                     | Die Kirche wurde 1862 von Sir George Gilbert Scott renoviert und beinhaltet mehr mittelalterliche Ausstattung und Möblierung als die anderen Kirchen Cheshires aus dieser Zeit. Laut Clifton-Taylor eine der besten Pfarrkirchen Englands, Pevsner nennt sie eine der aufregendsten Kirchen in Cheshire. | [ 45 ]        |                  |
| St Helen                | Northwich         | 53° 15′ 36,7″ N, 2° 30′ 16,6″ W | 14. Jahrhundert und später                                          | Laut Clifton-Taylor eine der besten Pfarrkirchen Englands. | [ 46 ]        |                  |
| St Lawrence             | Peover Superior   | 53° 15′ 29,5″ N, 2° 20′ 35,2″ W | 1456 und später                                                     | enthält Grabsteine der Familie Mainwaring | [ 48 ]        |                  |
| St Christopher          | Pott Shrigley     | 53° 18′ 35,3″ N, 2° 5′ 4,9″ W   | spätes 14. Jahrhundert                                              | nahezu Perpendicular Style | [ 50 ]        |                  |
| St Peter                | Prestbury         | 53° 17′ 21,5″ N, 2° 9′ 0,9″ W   | 1220 und später                                                     | Die normannische Kapelle im Kirchhof ist der Vorgängerbau der gegenwärtigen Kirche. | [ 52 ]        |                  |
| St Mary                 | Rostherne         | 53° 20′ 58,2″ N, 2° 23′ 16,8″ W | 1742–44 und später                                                  | Neubau nach Einsturz des Kirchturms des Vorgängerbaus im Jahr 1741. Altarraum und nördliche Sakristei wurden 1888 von Sir Arthur Blomfield erbaut. | [ 53 ]        |                  |
| St Peter                | Tabley House      | 53° 17′ 46″ N, 2° 24′ 51,1″ W   | 1675–78; um 1720                                                    | Privatkapelle von Tabley House, wurde 1927 an die derzeitige Stelle verlegt. | [ 55 ]        |                  |
| St Edith                | Shocklach         | 53° 2′ 45,2″ N, 2° 50′ 56,4″ W  | um 1150, später ergänzt                                             | kleine normannische Kirche, eines der ältesten Kirchengebäude in Cheshire. | [ 57 ]        |                  |
| St Michael              | Shotwick          | 53° 14′ 19,7″ N, 2° 59′ 42,4″ W | 14. Jahrhundert                                                     | Ein normannischer Eingang ist erhalten, der größte Teil der Kirche ist aus dem 14. Jahrhundert. | [ 59 ]        |                  |
| St Andrew               | Tarvin            | 53° 11′ 50,6″ N, 2° 45′ 43,2″ W | 14. Jahrhundert und später                                          | Der Turm und der Rest der Kirche wurden im 15. Jahrhundert erbaut; sie wurde später erneuert. | [ 60 ] [ 61 ] |                  |
| St Mary                 | Thornton-le-Moors | 53° 15′ 54″ N, 2° 50′ 19″ W     | 14. Jahrhundert und später                                          | Die Kapelle und der Turm stammen aus dem 16. Jahrhundert, die Terrasse ab der Südseite aus dem 17. Jahrhundert. | [ 63 ]        |                  |
| St Chad                 | Tushingham        | 53° 0′ 42,1″ N, 2° 42′ 20,5″ W  | 1689–1691                                                           | Die Kapelle, zu der nur ein Fußweg führt liegt in offenem Gelände inmitten von Feldern. | [ 65 ]        |                  |
| St Mary                 | Weaverham         | 53° 15′ 49,7″ N, 2° 34′ 32,5″ W | 15. bis 16. Jahrhundert                                             | Die Kirche wurde 1855 von Anthony Salvin und 1877 von John Douglas renoviert. | [ 66 ]        |                  |
| St Bartholomew          | Wilmslow          | 53° 19′ 48,4″ N, 2° 13′ 46,6″ W | frühes 16. Jahrhundert und später                                   | | [ 67 ]        |                  |
| St Oswald               | Winwick           | 53° 25′ 50,9″ N, 2° 35′ 52,4″ W | frühes 13. Jahrhundert und später                                   | Die Kirche wurde 1847–1849 von Augustus Welby Northmore Pugin umgebaut. | [ 68 ]        |                  |

## Andere Bauwerke
| Bauwerk                   | Ort                                           | Koordinaten                     | Bauzeit                                                                | Beschreibung | Anmerkung               | Bild         |
| ------------------------- | --------------------------------------------- | ------------------------------- | ---------------------------------------------------------------------- | --- | ----------------------- | ------------ |
| Dorfold Hall              | Acton                                         | 53° 4′ 6,6″ N, 2° 32′ 42,4″ W   | 1616–21                                                                | Für Ralph Wilbraham erbaut Gilt als eines der besten Beispiele des Jacobean Style bei Häusern in Cheshire. | [ 71 ]                  | Dorfold Hall |
| Adlington Hall            | Adlington                                     | 53° 19′ 15,2″ N, 2° 8′ 40,6″ W  | 15.–16. Jahrhundert / Mitte des 18. Jahrhunderts                       | Herrenhaus, das teilweise ein Fachwerkhaus, teilweise ein Backsteinbau ist. | [ 73 ]                  |              |
| Chorley Old Hall          | Alderley Edge                                 | 53° 17′ 59,6″ N, 2° 14′ 42,7″ W | um 1330, Mitte des 16. Jahrhunderts ergänzt                            | Ein Teil des Herrenhauses wurde auch Backsteinen erbaut, der andere Teil aus Holzfachwerk. | [ 74 ]                  |              |
| Aldford Iron Bridge       | Aldford                                       | 53° 8′ 4,9″ N, 2° 52′ 15″ W     | 1824                                                                   | Brücke über den River Dee an der Straße von Buerton nach Eaton Hall, die Robert Grosvenor, 1. Marquess of Westminster bauen ließ. | [ 75 ]                  |              |
| Cruck von Arley Hall      | Arley Hall                                    | 53° 19′ 27,1″ N, 2° 29′ 24,4″ W | frühes 16. Jahrhundert                                                 | früherer Cruck, der in eine Reitschule umgewandelt wurde. | [ 76 ] [ 77 ]           |              |
| Moss Hall                 | Audlem                                        | 52° 59′ 34,8″ N, 2° 30′ 54,7″ W | 1616                                                                   | Das Holzfachwerkhaus wurde 1902 umfassend renoviert. | [ 78 ] [ 79 ]           |              |
| Beeston Castle            | Beeston                                       | 53° 7′ 44,4″ N, 2° 41′ 28,7″ W  | 1220er Jahre                                                           | Ranulph de Blondeville, 4. Earl of Chester ließ dieses Schloss erbauen, das nach dem Englischen Bürgerkrieg teilweise zerstört wurde. Sowohl die innere als auch die äußere Burg sind wie Mauern, Türme und Torhaus als Grade I eingestuft. | [ 83 ] [ 81 ]           |              |
| Brereton Hall             | Brereton                                      | 53° 10′ 44″ N, 2° 19′ 56,6″ W   | 1586                                                                   | Für Sir William Brereton erbaut, wurde Brereton Hall im 19. Jahrhundert verändert, dabei wurde auch die Kuppel entfernt. | [ 86 ]                  |              |
| Highfields                | Buerton                                       | 52° 57′ 55,4″ N, 2° 29′ 7,8″ W  | 1615                                                                   | Für die Familie Dodds wurde der Landsitz 1750 und 1897 erweitert. | [ 87 ]                  |              |
| Sankey Viaduct            | Burtonwood                                    | 53° 26′ 50,8″ N, 2° 39′ 2,7″ W  | 1830                                                                   | Von George Stephenson für die Liverpool and Manchester Railway erbaut, handelte es sich um das erste größere Eisenbahnviadukt der Welt. | [ 88 ]                  |              |
| Lower Carden Hall         | Carden                                        | 53° 3′ 49,3″ N, 2° 48′ 10,8″ W  | 15. Jahrhundert und später                                             | Landhaus, das weitgehend als Holzfachwerk gebaut wurde. | [ 89 ]                  |              |
| Combermere Abbey          | Combermere Park                               | 52° 59′ 37″ N, 2° 36′ 50″ W     | 1563                                                                   | 1814–1820 erweitertes Landhaus, ursprünglich der Sitz des Abts. | [ 91 ]                  |              |
| Little Moreton Hall       | südwestlich von Congleton                     | 53° 7′ 37,9″ N, 2° 15′ 6,5″ W   | 15. Jahrhundert                                                        | Nach dem National Trust for Places of Historic Interest or Natural Beauty einer der besten Fachwerk-Herrensitze im Vereinigten Königreich.                                                                                                  | [ 93 ]                  |              |
| Crewe Hall                | Crewe Green                                   | 53° 4′ 57,7″ N, 2° 23′ 59,6″ W  | 1615–1636                                                              | für Sir Randolph Crewe erbaut und nach einem Brand im Jahr 1866 im späten 19. Jahrhundert umfassend erneuert. Gilt als eines der besten jakobinischen Häuser Cheshires.                                                                     | [ 95 ]                  |              |
| Lyme Park                 | Disley                                        | 53° 20′ 17,2″ N, 2° 3′ 16,9″ W  | um 1570, mit späteren Ergänzungen                                      | Das größte Haus in Cheshire wurde für die Familie Legh erbaut. | [ 97 ]                  |              |
| Delves Hall               | Doddington                                    | 53° 1′ 10,9″ N, 2° 26′ 8,2″ W   | 1364                                                                   | von Sir John Delves erbauter Festungsturm | [ 99 ]                  |              |
| Doddington Hall           | Doddington                                    | 53° 0′ 53,3″ N, 2° 26′ 3,1″ W   | 1777–1798                                                              | fur Rev. Sir Thomas Broughton im neoklassizistischen Stil erbaut | [ 101 ]                 |              |
| Golden Gates              | Eaton Park                                    | 53° 8′ 25,4″ N, 2° 52′ 44,8″ W  | 18. Jahrhundert, um 1880                                               | Das mittlere Torpaar (Golden Gates) und die anhängenden screen railings sind von Robert und John Davies und entstanden im 18. Jahrhundert. Die seitlichen Tore, screens and lodges fügte Alfred Waterhouse um 1880 hinzu.                   | [ 102 ]                 |              |
| Farndon Bridge            | Farndon                                       | 53° 5′ 0,1″ N, 2° 52′ 47,4″ W   | 1339                                                                   | kreuzt den River Dee und die Grenze zwischen England und Wales zwischen den Dörfern Farndon und Holt. | [ 103 ]                 |              |
| Gawsworth Old Hall        | Gawsworth                                     | 53° 13′ 25,7″ N, 2° 9′ 49,7″ W  | 1480, 1701 umgebaut                                                    | teils in Fachwerk, teils in Backsteinen gemauertes Bauwerk der Familie Fitton. | [ 104 ] [ 105 ]         |              |
| Old Rectory               | Gawsworth                                     | 53° 13′ 26,4″ N, 2° 10′ 0,1″ W  | 15.–16. Jahrhundert                                                    | In Holzständerbauweise errichtetes Gebäude, dessen Nordflügel 1872 hinzugefügt wurde. Das ehemalige Pastorat ist nun ein Privathaus. | [ 108 ]                 |              |
| Belmont Hall              | Great Budworth                                | 53° 18′ 4″ N, 2° 31′ 11,3″ W    | 1755                                                                   | Von James Gibbs erbautes Landhaus, das heute eine Schule beherbergt. | [ 110 ]                 |              |
| Halton Castle             | Halton                                        | 53° 19′ 59,2″ N, 2° 41′ 44,5″ W | um 1070                                                                | Burg auf einem Sandsteinhügel, ist heute eine Ruine. | [ 111 ]                 |              |
| Haslington Hall           | Haslington                                    | 53° 6′ 2,2″ N, 2° 22′ 39,4″ W   | 1545 mit späteren Ergänzungen                                          | Fachwerkhaus des Admirals Sir Francis Vernon. | [ 113 ]                 |              |
| Ince Manor                | Ince                                          | 53° 16′ 59,2″ N, 2° 49′ 37,2″ W | Ende des 13. Jahrhunderts und später                                   | ehemaliger klösterlicher Bauernhof, von dem Hauptgebäude und einige Cottages erhalten sind. | [ 114 ]                 |              |
| Lovell Telescope          | Jodrell-Bank-Radioobservatorium, bei Goostrey | 53° 14′ 13,2″ N, 2° 18′ 25,7″ W | 1952–1957                                                              | Zum Zeitpunkt seiner Konstruktion das größte steuerbare Radioteleskop der Welt. | [ 116 ]                 |              |
| Lymm Cross                | Lymm                                          | 53° 22′ 52″ N, 2° 28′ 39,4″ W   | 17. Jahrhundert                                                        | 1897 restauriert | [ 117 ]                 |              |
| Crown Hotel               | Nantwich                                      | 53° 4′ 2,3″ N, 2° 31′ 21,4″ W   | 1580s                                                                  | Das als Fachwerkhaus erbaute Gasthaus entstand nach dem Brand von 1583 und ist heute ein Hotel mit Restaurant. | [ 118 ]                 |              |
| Churche’s Mansion         | Nantwich                                      | 53° 3′ 55,8″ N, 2° 30′ 51,8″ W  | 1577                                                                   | Fachwerkhaus | [ 120 ]                 |              |
| Peckforton Castle         | Peckforton                                    | 53° 7′ 3″ N, 2° 41′ 56,4″ W     | 1844–50                                                                | Landhaus im Stil einer mittelalterlichen Burg, das von Anthony Salvin für John Tollemache, 1. Baron Tollemache entworfen wurde. Jetzt ein Hotel.                                                                                            | [ 123 ]                 |              |
| Peover Hall Stable Block  | Peover Hall                                   | 53° 15′ 26,3″ N, 2° 20′ 30,5″ W | 1654                                                                   | Ein Geschenk von Ellen Mainwaring an ihren Sohn Thomas. Aufwendige Abschirmungen der Stallboxen. | [ 124 ]                 |              |
| Norton Priory             | bei Runcorn                                   | 53° 20′ 32,3″ N, 2° 40′ 47,6″ W | 13. Jahrhundert und später                                             | Ein Priorat, dann eine Abtei und später ein Landhaus, ist heute teilweise eine Ruine und beherbergt ein Museum. | [ 125 ]                 |              |
| Saighton Grange Gatehouse | Saighton                                      | 53° 9′ 1,1″ N, 2° 50′ 3,1″ W    | um 1489                                                                | Von dem Bauernhof der St Werburgh’s Abbey in Chester ist nur der Torhaus erhalten, das heute Teil einer Schule ist. |                         |              |
| Sandbach Crosses          | Sandbach                                      | 53° 8′ 38,5″ N, 2° 21′ 43,5″ W  | 9. Jahrhundert                                                         | Paar gemeißelter angelsächsischer Steinkreuze. | [ 129 ]                 |              |
| Old Hall Hotel            | Sandbach                                      | 53° 8′ 38,4″ N, 2° 21′ 46,8″ W  | 1656                                                                   | heutiges Hotel, als Fachwerkhaus errichtet | [ 130 ]                 |              |
| Sutton Hall               | Sutton Weaver                                 | 53° 18′ 24,2″ N, 2° 41′ 3,8″ W  | spätes 15. und frühes 16. Jahrhundert, später erweitert                | im Innern liegen zwei große Hallenräume. | [ 131 ]                 |              |
| Tabley House              | Knutsford                                     | 53° 17′ 35,2″ N, 2° 25′ 21″ W   | 1767                                                                   | palladianischer Herrensitz von John Carr, jetzt im Eigentum der University of Manchester. | [ 132 ]                 |              |
| Tatton Hall               | Knutsford                                     | 53° 19′ 49,4″ N, 2° 23′ 0,6″ W  | 1791; completed 19th century                                           | neoklassizisches Landhaus | [ 134 ]                 |              |
| Utkinton Hall             | Utkinton                                      | 53° 10′ 36,8″ N, 2° 40′ 13,8″ W | Kern aus dem Mittelalter, der größte Teil Anfang des 17. Jahrhunderts. | großer Herrensitz der Familie Done | [ 135 ]                 |              |
| Warrington Town Hall      | Warrington                                    | 53° 23′ 22,9″ N, 2° 35′ 58,9″ W | 1750                                                                   | Das Haus wurde von James Gibbs für Thomas Patten erbaut. Pevsner beschreibt es als „das schönste Haus aus seiner Zeit im Süden Lancashire“. Die Seitenflügel sind ebenfalls im Grade I eingestuft.                                          | [ 137 ] [ 138 ] [ 139 ] |              |
| Winnington Hall           | Winnington                                    | 53° 16′ 7″ N, 2° 32′ 1″ W       | um 1600; 1775                                                          | der ältere Flügel wurde in Holzständerbauweise, der neuere wurde von Samuel Wyatt gebaut. | [ 140 ]                 |              |